# Хешдат
Хешдат (рум. Hășdat) — село у повіті Хунедоара в Румунії. Адміністративно підпорядковане місту Хунедоара.
Село розташоване на відстані 287 км на північний захід від Бухареста, 15 км на південь від Деви, 127 км на південний захід від Клуж-Напоки, 131 км на схід від Тімішоари.

## Населення
За даними перепису населення 2002 року у селі проживали 376 осіб.
Національний склад населення села:
| Національність | Кількість осіб | Відсоток |
| -------------- | -------------- | -------- |
| румуни         | 228            | 60,6%    |
| угорці         | 105            | 27,9%    |
| цигани         | 38             | 10,1%    |
| німці          | 5              | 1,3%     |

Рідною мовою назвали:
| Мова      | Кількість осіб | Відсоток |
| --------- | -------------- | -------- |
| румунська | 281            | 74,7%    |
| угорська  | 65             | 17,3%    |
| циганська | 25             | 6,6%     |
| німецька  | 5              | 1,3%     |